# جورج ليو توماس
جورج ليو توماس (بالإنجليزية: George Leo Thomas)‏ هو كاهن كاثوليكي أمريكي، ولد في 19 مايو 1950 في أناكوندا في الولايات المتحدة.